# Ecuavisa
Ecuavisa é uma rede de televisão privada equatoriana, operada pela Corporación Ecuatoriana de Televisión S.A. e Televisora Nacional Canal 8 C.A.